# Murat Schurynow
Murat Schurynuly Schurynow (kasachisch Мұрат Жұрынұлы Жұрынов, russisch Мурат Журинович Журинов Murat Schurinowitsch Schurinow; * 7. Dezember 1941 in Arys, Kasachische SSR) ist ein kasachischer Chemiker. Er war von 2003 bis 2023 Präsident der Kasachischen Akademie der Wissenschaften.

## Leben
Murat Schurynow wurde 1941 in Arys in Südkasachstan geboren. Er absolvierte ein Chemiestudium am Kasachischen Institut für chemische Technologie, das er 1964 abschloss. 1970 schloss er das Moskauer Institut für Chemische Technologie ab. 1981 erlangte er einen Doktortitel.
Zwischen 1965 und 1967 arbeitete er als Dozent am Kasachischen Institut für Chemische Technologie. Anschließend war er bis 1970 Doktorand am Moskauer Institut für Chemische Technologie. Danach kehrte er in seine Heimat zurück und war erneut am Kasachischen Institut für Chemische Technologie beschäftigt. 1982 wurde er Vizerektor der Staatlichen Universität Qaraghandy. 1985 wurde  Schurynow Direktor des Instituts für organische Synthese und Kohlechemie der Nationalen Akademie der Wissenschaften. 1991 wurde er Präsident der neu gegründeten Ahmed-Yesevi-Universität. Er leitete die Universität vier Jahre lang und wurde anschließend im März 1995 im Kabinett von Premierminister Äkeschan Qaschygeldin Bildungsminister Kasachstans. Nach zwei Jahren löste ihn im März 1997 Imanghali Tasmaghambetow auf diesem Posten ab. Danach wurde er erneut Präsident der Ahmed-Yesevi-Universität.
Ab Juli 2001 war er wieder an der Kasachischen Akademie der Wissenschaften tätig. Hier war er bis 2007 Direktor des Instituts für Brennstoff, Katalyse und Elektrochemie. Im Oktober 2003 wurde er zum Präsidenten der Akademie der Wissenschaften gewählt. Dies blieb er bis 2023.